# Troszkowo
Troszkowo (deutsch Klackendorf) ist ein Ort in der polnischen Woiwodschaft Ermland-Masuren. Er gehört zur Gmina Bisztynek (Stadt- und Landgemeinde Bischofstein) im Powiat Bartoszycki (Kreis Bartenstein).

## Geographische Lage
Troszkowo liegt in der nördlichen Mitte der Woiwodschaft Ermland-Masuren, 17 Kilometer westlich der früheren Kreisstadt Rößel (polnisch Reszel) bzw. 22 Kilometer südlich der heutigen Kreismetropole Bartoszyce (deutsch Bartenstein).

## Geschichte

### Ortsgeschichte
Das Gründungsjahr für Dorf, Gut und Ziegelei Klakendorf (so der Ortsname bis vor 1871) war 1358: Am 31. Mai 1358 wurde dem Ritter Nicolaus von Hohenberg Land im Dorfe Klakendorf bei Bischoffstein verschrieben. Im Jahre 1785 wurde der Ort als adliges Gut, Vorwerk und Dorf mit 16 Feuerstellen, im Jahre 1820 als adliges Gut und Bauerndorf mit 56 Feuerstellen bei 224 Einwohnern genannt.
Am 9. Juli 1874 wurde Klackendorf Amtsdorf und damit namensgebend für einen Amtsbezirk im Kreis Rößel, Regierungsbezirk Königsberg (ab 1905: Regierungsbezirk Allenstein) in der preußischen Provinz Ostpreußen. Ihm wurden sechs Kommunen zugeordnet.
Klackendorf mit dem Wohnplatz Birkenau (polnisch Brzezina) zählte im Jahre 1885 insgesamt 592 Einwohner, im Jahre 1910 waren es 516, von denen 76 zum Gutsbezirk Klackendorf und 440 zur Landgemeinde Klackendorf gehörten.
Am 30. September 1928 wurde der Gutsbezirk Klackendorf in die Landgemeinde Klackendorf eingegliedert, außerdem wurde das Nachbargut Strauchmühl (polnisch Krzewina) nach Klackendorf eingemeindet. Die Gesamtzahl der Einwohner Klackendorfs belief sich danach im Jahre 1933 auf 608 und im Jahre 1939 auf 609.
In Kriegsfolge kam das gesamte südliche Ostpreußen 1945 zu Polen. In diesem Zusammenhang erhielt Klackendorf die polnische Namensform „Troszkowo“ und ist heute eine Ortschaft innerhalb der Stadt- und Landgemeinde Bisztynek (Bischofstein) im Powiat Bartoszycki (Kreis Bartenstein), zwischen 1975 und 1998 der Woiwodschaft Olsztyn, seither der Woiwodschaft Ermland-Masuren zugehörig. Im Jahre 2021 zählte Troszkowo 253 Einwohner.

### Amtsbezirk Klackendorf (1874–1945)
Zum Amtsbezirk Klackendorf gehörten anfangs sechs Orte, am Ende waren es aufgrund struktureller Änderungen noch drei:
| Deutscher Name    | Polnischer Name | Anmerkungen                                        |
| ----------------- | --------------- | -------------------------------------------------- |
| Damerau           | Dąbrowa         |                                                    |
| Gerthen           | Kokoszewo       |                                                    |
| Klackendorf (Ort) | Troszkowo       |                                                    |
| Klackendorf (Gut) |                 | 1928 in die Landgemeinde Klackendorf eingegliedert |
| Senkitten         | Sękity          | 1928 nach Gerthen eingemeindet                     |
| Strauchmühl       | Krzewina        | 1928 nach Klackendorf eingemeindet                 |

Im Jahre 1945 bildeten nur noch Damerau, Gerthen und Klackendorf den Amtsbezirk Klackendorf.

## Kirche
Bis 1945 war Klackendorf in die evangelische Kirche Bischofstein in der Kirchenprovinz Ostpreußen der Kirche der Altpreußischen Union als auch in die römisch-katholische Kirche Bischofstein im damaligen Bistum Ermland eingepfarrt.
Heute gehört Troszkowo weiterhin zur römisch-katholischen Pfarrei in Bisztynek, die jetzt dem Erzbistum Ermland zugeordnet ist. Evangelischerseits ist das Dorf nach Bartoszyce (Bartenstein) ausgerichtet einer Filialgemeinde von Kętrzyn (Rastenburg) in der Diözese Masuren der Evangelisch-Augsburgischen Kirche in Polen.

## Verkehr
Troszkowo liegt an der verkehrsreichen polnischen Landesstraße 57, die die Woiwodschaft Ermland-Masuren in Nord-Süd-Richtung durchzieht und auf der Trasse der früheren deutschen Reichsstraße 128 verläuft. Innerorts endet eine Nebenstraße aus der Nachbarregion. Einen Bahnanschluss hat Klackendorf nicht.